# Nogoi Njie
Nogoi Njie (auch in der Schreibweise Nogoye Njie, geb. 1965; † 25. September 2023 in Serekunda) war eine gambische Politikerin und ein Folteropfer.

## Leben
Njie engagierte sich im Frauenflügel (Women’s Wing) der oppositionellen United Democratic Party (UDP) und war mindestens ab 2016 stellvertretende Vizepräsidentin der Unterorganisation.
Am 14. April 2016 wurde sie an der Westfield Junction in Serekunda gemeinsam mit Fatoumatta K. Jawara, Solo Sandeng und weiteren Personen verhaftet, die eine Wahlrechtsreform und einen Rücktritt des gambischen Präsidenten Yahya Jammeh gefordert hätten. Insgesamt wurden 25 Personen festgenommen und ohne Anklage länger als die von der Verfassung Gambias vorgesehenen 72 Stunden festgehalten.
Am 11. Mai 2016 gab sie eine eidesstattliche Erklärung ab, während sie noch im Mile-2-Gefängnis festgehalten wurde. Nach der Verhaftung sei sie ins Hauptquartier des gambischen Nachrichtendienstes National Intelligence Agency (NIA) gebracht worden. Sie schilderte detailliert, wie sie gefoltert wurde, und berichtete, den ebenfalls gefolterten Solo Sandeng gesehen zu haben, den sie für tot hielt. Sandengs Tod wurde von den Behörden am 13. Juni 2016 ohne weitere Angaben von Gründen bekannt gegeben.
Am 21. Juli 2016 wurden elf der beteiligten Personen zu Haftstrafen verurteilt. Ein Berufungsverfahren dauerte Mitte November 2016 noch an.
Nach der Regierungsübernahme des gambischen Präsidenten Adama Barrow wurde sie frei gelassen.
Aufgrund von Gesundheitsschäden durch die Folter musste sie ihren Beruf als Geschäftsfrau aufgeben. Im Oktober 2018 sorgte eine Bitte um finanzielle und medizinische Hilfe für Aufmerksamkeit. Unterstützung erhielt sie in der Folge unter anderem von der Bürgermeisterin Banjuls, Rohey Malick Lowe, und der gambischen First Lady Fatoumatta Bah-Barrow.
Anfang 2019 sagte sie als Zeugin in einem Gerichtsprozess gegen Yankuba Badjie, den ehemaligen Leiter des gambischen Nachrichtendienstes National Intelligence Agency (NIA), aus. Sie wiederholte die schon 2016 geäußerten Darlegungen und nannte weitere Details. Demnach sei sie nach dem Aufenthalt im Mile-2-Gefängnis zunächst in Mansa Konko, später in das Gefängnis in Janjanbureh gebracht worden. Aufgrund einer Erkrankung sei sie im Krankenhaus in Bansang behandelt worden.
Ende Oktober 2019 wiederholte und konkretisierte sie vor der Truth, Reconciliation and Reparations Commission zur Aufarbeitung der Regierungszeit Jammehs ihre Aussagen.
Njie lebte in Manduar und hat fünf Töchter.
Im September 2023 starb sie im Alter von 58 Jahren nach jahrelanger Krankheit in der Westfield Clinic.